# 熊谷ちか
熊谷 ちか（くまがい ちか、1986年7月14日 - ）は、長野県出身のグラビアアイドル。

## 略歴・人物
幼い頃から芸能界に憧れてを抱いていたものの、特にオーディションなどを受けたりはしなかったが、上京したところ周囲でもオーディションを積極的に受けている少女が多く、自分でもできるかもしれないと思い応募し、芸能界入りを果たす。
現在はグラビアの仕事が中心だが、出身地である長野には海がないので学校のスクール水着以外に水着を着たことがなく、最初は水着姿の撮影が凄く恥しかったという。
アニメが好きなので、声優にも挑戦してみたいと語る。将来の目標は、男性にも女性にも好かれる芸能人になること。
仕事のないときは、普段は家にいることが多いというインドア派。趣味は音楽鑑賞、読書、料理。特技はピアノ、クラシックバレエ、掃除、肩叩き。

## 出演

### デジタル写真集
- Akibaコスプレ少女写真集 熊谷ちか - どきどき制服編 -（2006年、 ビーナスプロモート）
- Akibaコスプレ少女写真集 熊谷ちか - ぴちぴち水着編 -（2006年、 ビーナスプロモート）
- Akibaコスプレ少女写真集 熊谷ちか - もえもえメイド編 -（2006年、 ビーナスプロモート）
- 究極アイドルマニア（ザッパラス）携帯向けコンテンツ
- 大人の究極アイドル（ザッパラス）携帯向けコンテンツ